# 遮二無二 生きる!/バスタブ・アロマティック
「遮二無二 生きる!/バスタブ・アロマティック」（しゃにむにいきる!/バスタブ・アロマティック）および「バスタブ・アロマティック/遮二無二 生きる!」（バスタブ・アロマティック/しゃにむにいきる!）は、わーすたの5枚目のシングル。2019年10月30日にiDOL Streetから発売。

## 概要
4thシングル「最上級ぱらどっくす」以来2年ぶりに発売されるシングルで、「CD+Blu-ray」の2形態と「CDのみ」の4形態の2種6形態で発売される。個別盤が「CDのみ」のメンバーソロジャケット仕様として発売されるため、ミュージックカードの販売はない。
なお、今作では初めてチャートを意識した稼働を行い、週間ランキングはオリコンが第8位、Billboard JAPANが第7位と、初のトップ10入りを記録した。
「遮二無二 生きる!」は8月26日に横浜アリーナで開催された『@JAM EXPO 2019』で初披露された。
「バスタブ・アロマティック」は10月8日に代々木公園野外ステージで開催された『わーすた x NEKONOTEBAND FREE LIVE 〜ゆうめいに、にゃる!!!!!〜』で初披露された。
「Do on Do 〜坊っちゃんいっしょに踊りゃんせ〜」は11月4日に山野ホールで開催された『わーすたライブツアー2019 〜遮二無二 xxx!〜』東京公演 夜の部で初披露された。ライブでの初披露よりも先に音源がリリースされるという、わーすたでは比較的珍しいパターンである。
「SHINING FLOWER」は1月13日にテレビ東京系アニメ『キラッとプリ☆チャン』のエンディングで初披露された。ライブでの初披露は2月9日に神田明神ホールで開催された『わーすたぷらねっと 〜cinema〜』である。

## 収録曲

### 「遮二無二 生きる!/バスタブ・アロマティック」
CD
1. 遮二無二 生きる!
作詞：渡邉シェフ・鈴木まなか (Relic Lyric, inc.)、作曲：須田悦弘・鈴木まなか (Relic Lyric, inc.)、編曲：岸田勇気
2. バスタブ・アロマティック
作詞：hotaru (TaWaRa)、作曲・編曲：岸田勇気
3. Do on Do 〜坊っちゃんいっしょに踊りゃんせ〜
作詞：渡邉シェフ (Relic Lyric, inc.)、作曲：TARO MIZOTE・Hiroki Sagawa (Relic Lyric, inc.)、編曲：TARO MIZOTE (Relic Lyric, inc.)
4. SHINING FLOWER
作詞：鈴木まなか (Relic Lyric, inc.)、作曲・編曲：川崎智哉
5. 遮二無二 生きる!(Instrumental)
6. バスタブ・アロマティック(Instrumental)
7. Do on Do 〜坊っちゃんいっしょに踊りゃんせ〜(Instrumental)
8. SHINING FLOWER(Instrumental)

Blu-ray
1. 遮二無二 生きる! MUSIC VIDEO
2. わーすた STUDIO LIVE "ゆうめいに、にゃる!!!!!" LIVE MOVIE
最上級ぱらどっくす
NEW にゃーくにゃくにゃ水族館2
PLATONIC GIRL
Love Unmelt

### 「バスタブ・アロマティック/遮二無二 生きる!」
CD
1. バスタブ・アロマティック
2. 遮二無二 生きる!
3. Do on Do 〜坊っちゃんいっしょに踊りゃんせ〜
4. SHINING FLOWER
5. バスタブ・アロマティック(Instrumental)
6. 遮二無二 生きる!(Instrumental)
7. Do on Do 〜坊っちゃんいっしょに踊りゃんせ〜(Instrumental)
8. SHINING FLOWER(Instrumental)

Blu-ray
1. 遮二無二 生きる! MUSIC VIDEO
2. わーすた STUDIO LIVE "ゆうめいに、にゃる!!!!!" MAKING MOVIE

## 音楽配信

### 先行配信
2019年10月8日に代々木公園野外ステージで『わーすた x NEKONOTEBAND FREE LIVE 〜ゆうめいに、にゃる!!!!!〜』が開催されたが、このライブに合わせる形で2019年10月8日未明にダウンロード型もしくはストリーミング型の各サービスで一斉に「遮二無二 生きる!」のみ先行配信を行った。但し、先行配信ではMVおよびハイレゾ音源は配信されないため、「e-onkyo music」は先行配信を行えない。
従来は本配信が開始されても先行配信のカタログをそのまま配信し続ける配信サービスがほとんどであるが、本作は10月30日に「オリコンミュージックストア」を除き先行配信のカタログを配信停止した(その後「オリコンミュージックストア」も配信停止した)。但し、「mora qualitas」は11月17日に先行配信のカタログをCD-DAスペックの音質で配信開始し、そのまま配信を続けている。

### 本配信
2019年10月30日に「CD盤」(スマプラ対応)に収録されている8曲が配信された。太字の配信サービスはハイレゾ音源を配信していることを示す。MVは「遮二無二 生きる!」のMVも配信していることを示す。
本作にはアニメソングである「SHINING FLOWER」が収録されているにもかかわらず、世界初のスマホ向けアニソン定額配信サービス「ANiUTa」では配信が見送られた。一方、「メラにゃイザー!!!!! 〜君に、あ・げ・う♪〜」のMVの配信を見送った「dTV」は「遮二無二 生きる!」のMVを配信している。
「アルバム」と「シングル&EP」を区別している配信サイトのうち、「Apple Music」、「mora qualitas」、「Spotify」は本作を「アルバム」として配信している。
「mora qualitas」がサービスを始めた後に本作がリリースされたが、当初は配信されず、収録曲が全て配信されるようになったのはハイレゾ音源では11月17日であった。

## イベント
沖縄地区でリリースイベントを行うのはわーすたとしては初めてとなる。また、本作リリース後に「わーすたライブツアー2019 〜遮二無二 xxx!〜」が開催され、遠征先ではライブの前日(大阪は前々日)にリリースイベントを行う。なお、2019年7月13日に中止となった『The Legend of WASUTA』のmu-moショップスペシャルイベントの振替イベント(9月14日開催)に参加できなかった人は、本作のmu-moショップスペシャルイベントに振替参加可能となった。
| 日程           | 公演名                              | 会場                                 | 備考                                                                     |
| -------------- | ----------------------------------- | ------------------------------------ | ------------------------------------------------------------------------ |
| 2019年9月16日  | リリースイベント                    | ららぽーと立川立飛                   | イベント内容は公式HP参照。                                               |
| 2019年9月28日  | リリースイベント                    | サンエー浦添西海岸 PARCO CITY        | イベント内容は公式HP参照。                                               |
| 2019年9月29日  | リリースイベント                    | サンエー那覇メインプレイス           | イベント内容は公式HP参照。                                               |
| 2019年10月22日 | リリースイベント                    | ステラタウン                         | イベント内容は公式HP参照。                                               |
| 2019年10月30日 | リリースイベント                    | タワーレコード渋谷店「CUTUP STUDIO」 | イベント内容は公式HP参照。                                               |
| 2019年10月31日 | リリースイベント                    | ラゾーナ川崎プラザ ルーファ広場      | イベント内容は公式HP参照。                                               |
| 2019年11月9日  | リリースイベント                    | 天神コア                             | イベント内容は公式HP参照。                                               |
| 2019年11月30日 | リリースイベント                    | イオンモール常滑                     | イベント内容は公式HP参照。                                               |
| 2019年12月6日  | リリースイベント                    | あべのキューズモール                 | イベント内容は公式HP参照。                                               |
| 2019年10月14日 | mu-moショップスペシャルイベント     | エイベックスビル                     | 個別握手会、個別撮影会、グループ撮影会他。イベント内容詳細は公式HP参照。 |
| 2019年11月16日 | mu-moショップスペシャルイベント     | エイベックスビル                     | 個別握手会、個別撮影会、グループ撮影会他。イベント内容詳細は公式HP参照。 |
| 2019年12月7日  | mu-moショップスペシャルイベント     | 大阪南港ATC                          | 個別握手会、個別撮影会、グループ撮影会他。イベント内容詳細は公式HP参照。 |
| 2019年10月24日 | ネットサイン会                      | LINE LIVE                            | イベント内容は公式HP参照。                                               |
| 2019年11月22日 | ネットサイン会 & デジタルビンゴ大会 | LINE LIVE                            | イベント内容は公式HP参照。                                               |